# 莫倫西島
71°2′S 61°9′W / 71.033°S 61.150°W
莫倫西島（英語：Morency Island）是南極洲的島嶼，位於帕爾默地東岸對開海域，處於斯蒂爾島以西，長2公里，由美國探險隊發現，現時由南極條約體系管理。